# Obraz Matki Bożej Kochawińskiej

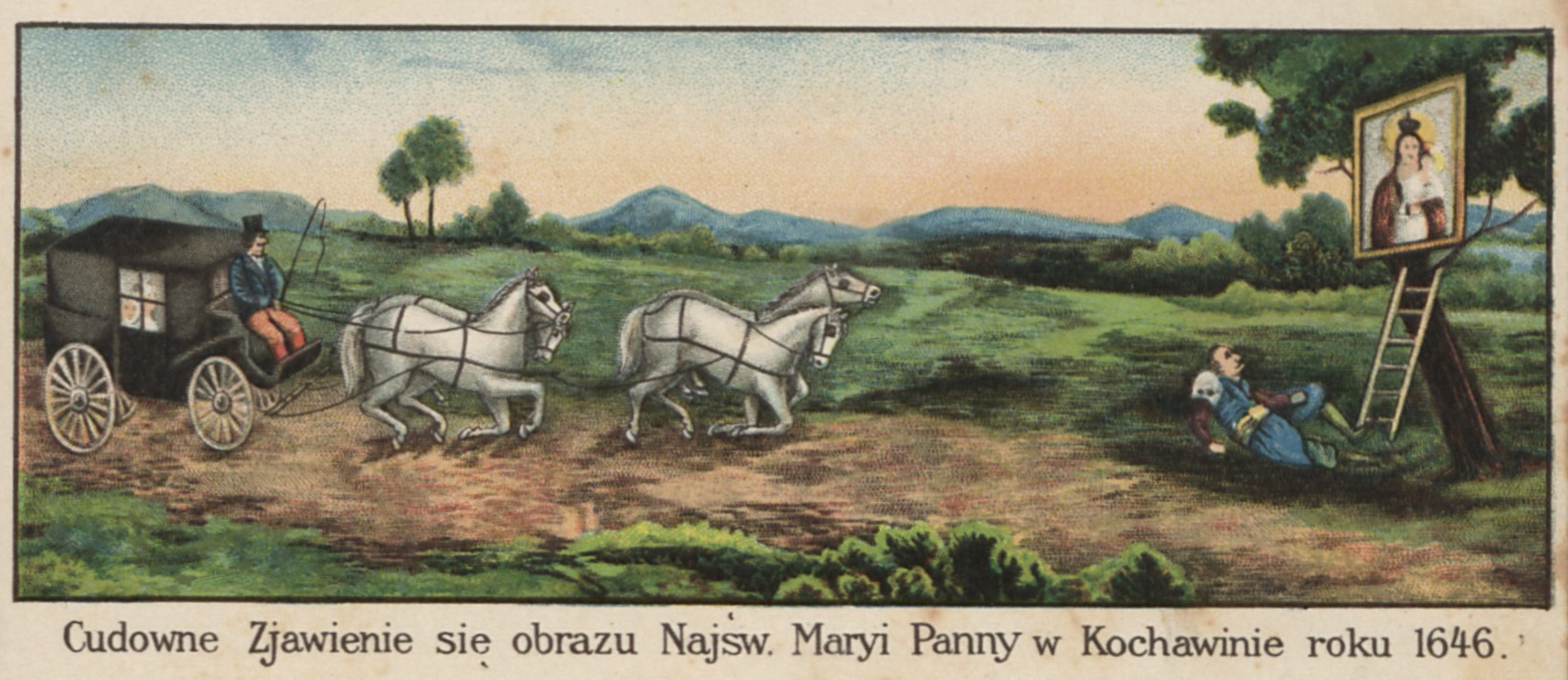
Kochawina, cudowne zjawienie się obrazu

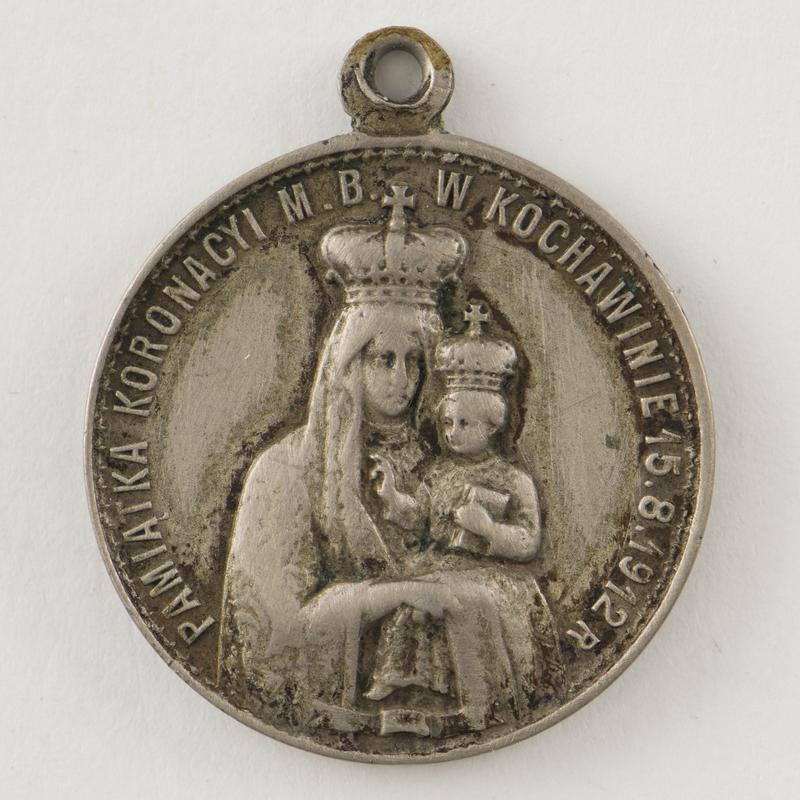
Medalik - pamiątka koronacji M.B. w Kochawinie w 1912 r.

Matka Boża Kochawińska, zwana również Matką Dobrej Drogi – obraz nieznanego autorstwa o wymiarach 83 × 56 cm, namalowany na desce dębowej grubości 3 cm, przedstawia Matkę Boską w półpostaci z Dzieciątkiem oraz napis w dolnej części "O Mater Dei Electa/Esto Nobis Via Recta" co tłumaczy się jako " O Matko przez Boga wybrana, bądź nam drogą prostą".  Obraz czczony był w Kochawinie jako cudowny od połowy XVII w., koronowany 15 sierpnia 1912 przez abpa Józefa Bilczewskiego, obecnie znajduje się w Sanktuarium Matki Bożej Kochawińskiej w Gliwicach.

## Legenda znalezienia obrazu
Obraz czczony był w Kochawinie od niepamiętnych czasów. Najstarsze zapisy pochodzą z Księgi Pamiątkowej Kościoła Parafii Kochawińskiej. Na ich podstawie ksiądz Jan Trzopiński, zwany twórcą Kochawiny relacjonuje cudowne wydarzenie z roku 1646. Kiedy dziedziczka Rudy, Anna Wojnakowska jechała do Żydaczowa, konie jej nagle stanęły i uklękły. Zdziwiona zobaczyła w starym dębie, nieco wypróchniałym, obraz Matki Boskiej z Dzieciątkiem wśród niezwykłej jasności. Obraz ten po trzykroć przenoszono procesjonalnie do kościoła w Rudzie, lecz po trzykroć cudownie wracał na pierwotne miejsce. Postanowiono więc wybudować kaplicę, w miejscu, gdzie obraz znaleziono.

## Historia obrazu
Pierwszą drewnianą kaplicę wybudowano w Kochawinie około roku 1680 kosztem Teresy Wychowskiej wojewodziny kijowskiej. Poleceniem abpa lwowskiego Konstantego Lipskiego przeniesiono do niej cudowny obraz Matki Boskiej. Już od tego czasu do kaplicy kochawińskiej przybywały coraz liczniejsze pielgrzymki. W 1742 ustanowiono w Kochawinie prebendę. Od 1749 opiekę nad kaplicą kochawińską objęli Ojcowie Karmelici z Rozdołu. Równocześnie z ich przybyciem wybudowano pierwszy kościół. Rosnący kult obrazu sprawił, że 25 maja 1755 abp lwowski Mikołaj Ignacy Wyżycki wydał dekret uznający obraz za cudowny i łaskami słynący. 22 czerwca 1755 obraz uroczyście przeniesiono do nowego kościoła i utworzono parafię w Kochawinie. Opieka Karmelitów nad obrazem nie trwała długo, bo do 1780, kiedy to Kochawina po pierwszym rozbiorze znalazła się pod zaborem austriackim, a cesarz Józef II zlikwidował klasztor. Od tego czasu Kochawina była pod dozorem proboszcza z Rudy. W tym samym roku kościół i plebania w Rudzie spłonęły, przez co przeniesiono parafię do Kochawiny. Niestety po zakończeniu posługi przez Karmelitów kult Matki Bożej Kochawińskiej osłabł (ale nie zanikł całkowicie). Wydarzeniem z tego okresu uznawanym za cudowne było uzdrowienie, jako rocznego dziecka, krakowskiego biskupa Albina Dunajewskiego, późniejszego kardynała, które on sam potwierdził.
Ożywienie uczuć religijnych nastąpiło w II poł. XIX w., czego efektem było rozpoczęcie w 1861 budowy nowego kościoła. Budowa ta posuwała się jednak powoli i dopiero powołany na proboszcza w Kochawinie w 1898 ks. Jan Trzopiński doprowadził do ukończenia prac. Ks. Trzopiński był proboszczem w Kochawinie do 1931 i to za jego czasów notuje się największy rozkwit kultu Matki Bożej. Najważniejszym wydarzeniem w Kochawinie za czasów ks. Trzopińskiego była koronacja cudownego wizerunku 15 sierpnia 1912. Na koronacji, której dokonał abp Józef Bilczewski, zgromadziło się ponad 100 tys. pielgrzymów. Od czasu koronacji obraz ozdobiony był koronami oraz ozdobną metalową suknią. Cały okres rządów ks. Trzopińskiego w Kochawinie był okresem rozwoju zarówno kultu Matki Bożej, jak i działalności duszpastersko społecznej parafii. 
Po śmierci ks. Trzopińskiego, zgodnie z jego życzeniem opiekę nad Kochawiną objęli Ojcowie Jezuici. Początki ich posługi wiążą  się z przemalowaniem (odnowieniem) w 1931 cudownego obrazu, w wyniku czego zyskał on nieco inny wygląd. Działalność jezuitów przyczyniła się także do ożywienia działalności duszpasterskiej. Niestety została ona przerwana przez wojnę. Ostatni proboszcz Kochawiny, ks. Józef Piecuch polecił wykonać wierną kopię obrazu, którą na początku 1944 umieścił w ołtarzu, zamiast oryginału. Cudowny obraz 25 maja 1944 przewieziony został do kolegium Jezuitów w Starej Wsi. Wkrótce również kopia obrazu opuściła Kochawinę, a parafia została zlikwidowana.

## Czasy współczesne
Obraz w Starej Wsi przebywał przez 21 lat. W 1965 ze względu na pogarszający się stan dzieła podjęto decyzję o jego renowacji. Przeprowadzono gruntowne prace związane zarówno ze stanem podłoża, jak i samego obrazu. Usunięto również przemalowania, naniesione w 1931. Obraz w stanie pierwotnym umieszczono w krakowskiej rezydencji prowincjałów, gdzie znajdował się do 1974. Dalsze losy obrazu związane są z Gliwicami. 21 marca 1974 obraz przewieziono do parafii św. Bartłomieja w Gliwicach, a 12 maja, w drugą niedzielę maja, dokonano jego uroczystej intronizacji. Na pamiątkę tej uroczystości II niedziela maja jest dniem odpustu ku czci Matki Boskiej Kochawińskiej. Od 1982 rozpoczęto starania o budowę kościoła na os. Kopernika w Gliwicach. Na prośbę biskupa opolskiego Alfonsa Nossola opiekę nad nową parafią, jako Sanktuarium Matki Boskiej Kochawińskiej mieli sprawować Jezuici. Budowę kościoła rozpoczęto jednak dopiero w 1991, a w 1994, kiedy utworzono parafię, przeniesiono do niej obraz Matki Bożej Kochawińskiej. W 2008 staraniem proboszcza o. Jacka Maciaszka w kościele zamontowano nowy ołtarz, w którym umieszczono po renowacji cudowny wizerunek. Od tego czasu korony oraz suknia przechowywane są oddzielnie.

## Kopie Wizerunku MB Kochawińskiej
Istnieje kilka kopii cudownego obrazu Matki Boskiej Kochawińskiej. Najbardziej znana, namalowana w Kochawinie w 1944 znajduje się w kościele w Ściechowie. Kopie cudownego wizerunku znajdują się także w Mrowli, Starym Węglińcu oraz Osieku. Wszystkie te wizerunki przedstawiają Matkę Boską Kochawinską w stanie po przemalowaniach w 1931.